# Odd Taxi
Odd Taxi (jap. オッドタクシー Oddo takushī) – telewizyjny serial anime wyprodukowany przez studia OLM i P.I.C.S, emitowany w stacjach TV Tokyo i AT-X od kwietnia do czerwca 2021. Premiera filmu, zatytułowanego Odd Taxi: In the Woods, odbyła się w kwietniu 2022.

## Fabuła
Akcja toczy się w świecie zamieszkałym przez antropomorficzne zwierzęta, które tworzą społeczeństwo w pełni odzwierciedlające ludzkie. Główny bohater, Hiroshi Odokawa, jest morsem, który wiedzie stosunkowo normalne życie. Pracuje on jako taksówkarz, zwykle nawiązując rozmowę ze swoimi pasażerami, a w razie potrzeby udzielając im rad. Jednak jego życie zmienia się po tym, jak jedna z nastolatek, którą przewoził swoim samochodem, zostaje uznana za zaginioną.

## Bohaterowie
- Hiroshi Odokawa (jap. 小戸川宏 Odokawa Hiroshi)

Seiyū: Natsuki Hanae 
- Miho Shirakawa (jap. 白川美保 Shirakawa Miho)

Seiyū: Riho Iida 
- Ayumu Gouriki (jap. 剛力歩 Gōriki Ayumu)

Seiyū: Ryōhei Kimura 
- Eiji Kakihana (jap. 柿花英二 Kakihana Eiji)

Seiyū: Kappei Yamaguchi 
- Rui Nikaidо (jap. 二階堂ルイ Nikaidō Rui)

Seiyū: Suzuko Mimori 
- Shiho Ichimura (jap. 市村しほ Ichimura Shiho)

Seiyū: Moeka Koizumi 
- Yuki Mitsuya (jap. 三矢ユキ Mitsuya Yuki)

Seiyū: Manatsu Murakami 
- Kenshiro Daimon (jap. 大門堅志朗 Daimon Kenshirō)

Seiyū: Kōsei 
- Koshiro Daimon (jap. 大門幸志朗  Daimon Koushirō)

Seiyū: Asei 
- Kensuke Shibagaki (jap. 柴垣謙介 Shibagaki Kensuke)

Seiyū: Yūsuke 
- Atsuya Baba (jap. 馬場 敦也 Baba Atsuya)

Seiyū: Atsuhiro Tsuda 
- Taichi Kabasawa (jap. 樺沢太一 Kabasawa Taichi)

Seiyū: Takashi 
- Taeko Harada (jap. 原田タエ子 Harada Taeko)

Seiyū: Harada Taeko 
- Daichi Fukumoto (jap. 福本大地 Fukumoto Daichi)

Seiyū: Keisuke Takai 
- Shigeyuki Kondo (jap. 近藤繁之 Kondō Shigeyuki)

Seiyū: Phoenix 
- Dobu (jap. ドブ)

Seiyū: Kenji Hamada 
- Shun Imai (jap. 今井旬 Imai Shun)

Seiyū: Kōdai Sakai 
- Hajime Tanaka (jap. 田中一 Tanaka Hajime)

Seiyū: Sōma Saitō 
- Fuyuki Yamamoto (jap. 山本冬樹 Yamamoto Fuyuki)

Seiyū: Makoto Furukawa 
- Togo Sekiguchi (jap. 関口東吾 Sekiguchi Togo)

Seiyū: Chado Horii 
- Shigeru Kuroda (jap. 黒田茂 Kuroda Shigeru)

Seiyū: Takaya Kuroda 
- Kanon (jap. 花音)

Seiyū: Amane Shiomiya 
- Reina (jap. 玲奈)

Seiyū: Chika Kagura 
- Haruhito Yano (jap. 矢野治人 Yano Haruhito)

Seiyū: METEOR 
- Satoshi Nagashima (jap. 長嶋聡 Nagashima Satoshi)

Seiyū: Mahiro Takasugi 

## Anime
Telewizyjny serial anime był emitowany od 6 kwietnia do 29 czerwca 2021 w stacjach TV Tokyo i AT-X. Seria została wyprodukowana przez studia OLM i P.I.C.S. Za reżyserię odpowiadał Baku Kinoshita, scenariusz napisał Kazuya Konomoto, natomiast postacie zaprojektowali Konomoto i Hiromi Nakayama. Muzyka została skomponowana przez OMSB, PUNPEE i VaVa. Motyw otwierający, zatytułowany „Odd Taxi”, wykonali Skirt i PUNPEE, końcowy zaś, „Sugarless Kiss”, zaśpiewała Suzuko Mimori. Prawa do dystrybucji poza Azją nabył Crunchyroll.

## Film kinowy
25 grudnia 2021 zapowiedziano film anime zatytułowany Odd Taxi: In the Woods. Jego premiera w Japonii odbyła się 1 kwietnia 2022.

## Manga
Adaptacja w formie mangi napisanej przez Kazuyę Konomoto i zilustrowanej przez Takeichiego Abarayę ukazywała się w magazynie internetowym „Superior Dalpana” wydawnictwa Shōgakukan od 15 stycznia 2021 do 22 lipca 2022. Seria została również opublikowana w pięciu tankōbonach.
| Nr | Data wydania (język japoński) | ISBN (język japoński)  |
| -- | ----------------------------- | ---------------------- |
| 1  | 30 marca 2021                 | ISBN 978-4-09-861014-3 |
| 2  | 30 czerwca 2021               | ISBN 978-4-09-861089-1 |
| 3  | 30 listopada 2021             | ISBN 978-4-09-861192-8 |
| 4  | 30 marca 2022                 | ISBN 978-4-09-861294-9 |
| 5  | 29 lipca 2022                 | ISBN 978-4-09-861385-4 |

## Powieść
Powieść autorstwa Manabu Wakuia, oparta na scenariuszu Kazuyi Konomoto, została wydana 6 lipca 2021. Jest ona opowiedzeniem na nowo kilku kluczowych momentów ukazanych w anime z punktu widzenia różnych postaci.